# Mezopotamija
Mezopotamija (grč. Μεσοποταμία, prijevod od staroperzijskog Miyanrudan "Zemlja između dvije rijeke" ili aramejskog naziva Beth-Nahrin "Kuća dviju rijeka"; međuriječje) je područje jugozapadne Azije koje obuhvaća otprilike 350.000 četvornih kilometara. Mezopotamija obuhvaća aluvijsku ravnicu između rijeka Tigrisa i Eufrata, u Iraku i Siriji. Međutim, u širem smislu, smatra se da izraz obuhvaća i riječne ravnice, te okolna nizinska područja čije granice čine Arapsku pustinju na zapadu i jugu, Perzijski zaljev prema jugu, te planine Zagros i Kavkaz prema sjeveru. 

## Povijest
Mezopotamija je bila plodna nizina omeđena planinama, te su poplave i suše utjecale na život njezinih stanovnika.
Bila je jedna od najvažnijih područja u povijesti čovječanstva. Mnoge stare civilizacije su se tu razvile, kao npr. sumerska, akadska, babilonska, asirska itd. Početci pismenosti vežu se upravo uz ovo područje; kulturni, ekonomski i politički dosezi stanovnika Mezopotamije utjecali su na razvoj mnogih drugih naroda poput Egipćana, Grka, Feničana i Perzijanaca. Zbog svega ovoga, Mezopotamija je poznata kao "kolijevka civilizacije".
Prvu mezopotamsku civilizaciju izgradili su Sumerani. Sumer, odnosno južni dio Mezopotamije, bio je ispresijecan s mnogo kanala pa su stanovnici mogli natapati polja te su razmjenjivali višak proizvoda. Sumerski gradovi bili su izgrađeni na rijeci ili su pak bili s njom povezani preko kanala. Najvažniji je sumerski grad bio Uruk. U 3. tisućljeću prije Krista sumerski gradovi su se organizirali kao male države, no nikad nisu uspostavili zajedničku, već su se sukobljavali, što su iskoristili drugi narodi. U drugoj polovici 3. tisućljeća prije Krista došli su Semiti te je njihov vojni zapovjednik Saragon izgradio grad Akad koji je postao njegova prijestolnica. Tada se Mezopotamija prostirala od Perzijskog zaljeva do Sredozemnog mora.
Danas najveći dio područja drevne Mezopotamije pripada Iraku, a manji dijelovi Turskoj, Siriji i Iranu.